# Glycera taprobanensis
Glycera taprobanensis är en ringmaskart som beskrevs av Silva 1965. Glycera taprobanensis ingår i släktet Glycera och familjen Glyceridae. Inga underarter finns listade i Catalogue of Life.